# 埃林·斯泰因維格
埃林·馬格努森·斯泰因維格（挪威語：Erling Magnusson Steinvegg，—1207年3月），在挪威內戰時期曾成為牧杖黨擁立的挪威國王（1204年－1207年3月）。他是前任國王馬格努斯五世的私生子，1204年被牧杖黨擁立而成為國王。他對王位的申索促使樺樹皮鞋黨發動第二次牧杖黨戰爭，直至1208年王位的繼承權有了短暫的共識才結束。

## 生平
據稱埃林·馬格努森是前任國王馬格努斯五世的私生子。他還聲稱在登基的幾年前，被瑞典國王克努特·埃里克松逮捕並囚禁在韋特恩湖維辛瑟的石塔內。最後他從那裡逃脫，因此他後來帶著綽號“斯泰因維格”（Steinvegg），意思是石牆。
1204年1月挪威國王哈康三世逝世，沒有指定繼承人。因此，他4歲的侄子古托姆·西居爾松繼承了王位，後者於1204年8月去世。牧杖黨的成員確信埃林·馬格努森是挪威國王馬格努斯五世的兒子，並擁立他為挪威王位的繼承人。丹麥國王瓦爾德馬二世試圖通過將一支由300多艘戰船和軍隊組成的丹麥艦隊帶到維肯來支持挪威作為挪威王位覬覦者來影響挪威繼承權。埃林·斯泰因維格要通過了神明裁判的測試，表明他是皇室血脈。為了證明，埃林·斯泰因維格在丹麥國王瓦爾德馬二世的面前進行神明裁判，隨後收到35艘船作為他通過測試的禮物。之後，埃林·斯泰因維格被丹麥國王帶到了通斯堡的Haugating，並宣布成為挪威國王。
當埃林·斯泰因維格於1207年去世時，他留下了兩個孩子，西居爾和他的弟弟。他們被牧杖黨遞奪繼承權，轉而支持菲利普·西蒙森為牧杖黨的王位候選人。無論是埃林·斯泰因維格還是後來他的兒子西居爾·列彬都無法戰勝樺樹皮鞋黨，這是挪威爭奪權力鬥爭的終極勝利者。牧杖黨從未實現對整個挪威的控制，而是在1204年之後在挪威東南部奧斯陸峽灣周圍地區的維肯建立自己的統治地區。埃林·斯泰因維格於1207年3月去世。菲利普·西蒙松被牧杖黨定為下一個王位繼任人 。